# قرار مجلس الأمن التابع للأمم المتحدة رقم 829
قرار مجلس الأمن التابع للأمم المتحدة رقم 829، الذي تم تبنيه بدون تصويت في 26 مايو 1993، بعد دراسة طلب إمارة موناكو للانضمام إلى عضوية الأمم المتحدة، أوصى المجلس الجمعية العامة بقبول موناكو.

## روابط خارجية
- نص القرار في undocs.org